# Lijst van boeken van Borre
Dit is een lijst van boeken van Borre.
In deze lijst zijn alle Nederlandstalige uitgaven van Borre opgenomen, die zijn uitgegeven in De Gestreepte Boekjes. Deze boeken zijn geschreven door Jeroen Aalbers en geïllustreerd door Stefan Tijs.
De lijst is ingedeeld naar leerjaren, waarin de reeks opgedeeld is. De boekjes groeien qua leesniveau en beleving mee met kinderen. Op dit moment is de serie afgerond voor de gehele basisschoolperiode. Het eerste deel van de serie wordt jaarlijks in een oplage van 500 duizend exemplaren gratis verspreid over alle Nederlandse basisschoolkinderen. De overige boekjes worden in abonnementsvorm verspreid in een oplage van zo'n 14 duizend stuks per boekje.
Voor kinderen uit groep 1 en 2 kunnen de boekjes worden voorgelezen, vanaf groep 3 kunnen de kinderen de boekjes ook zelf gaan lezen.

## Groep 0
Er zijn twee boeken uitgegeven voor pre-basisschoolkinderen met als hoofdpersonage Pluisdier. Dit is het huisdier van Borre en Borre treedt zelf ook op in de verhalen. Hierdoor kan deze serie gezien worden als een spin-off van Borre.
- april: Pluisdier en buurman uil
- juli: Pluisdier en de hongerige parasol

Verder zijn er in de categorie 'groep 0' uitgegeven:
- augustus: 'Borre en de eenhoorn'
- september: 'Borre en Ri-ra-robot'
- oktober: 'Borre is een deftige dame'
- november: 'Borre en de vuilnisman'
- december: 'Borre en de bibberende blote beestjes'
- januari: 'Borre en het bovenste knopje'
- februari: 'Borre en de overstroming'
- maart: 'Borre en de brokjes Om Nom Nom'
- april: 'Borre en buurman uil'
- mei: 'Borre en het krullenbeest'
- juni: 'Borre en de dropveter van duizend meter"
- juli: 'Borre en de hongerige parasol'

## Groep 1
Dit zijn voorleesboekjes, die aandacht besteden aan letterkennis.
- augustus: Borre en de ijscoman
- september: Borre en de racebaan
- oktober: Borre en de duikboot
- november: Borre en Errob
- december: Borre en de straatmuzikant
- januari: Borre en de pinguïn
- februari: Borre de piraat
- maart: Borre en de raket
- april: Borre en het drakenei
- mei: Borre geeft een feestje
- juni: Borre en de aardbevers
- juli: Borre in de woestijn

## Groep 2
Dit zijn voorleesboekjes, die aandacht besteden aan letterkennis.
- augustus: Borre is te laat
- september: Borre en het suikerspinnenweb
- oktober: Borre is de grote Borrini
- november: Borre en de oppas
- december: Borre de sneeuwpop
- januari: Borre en Ridder Roest
- februari: Borre gaat op zwemles
- maart: Borre en het monster onder het bed
- april: Borre en de worm
- mei: Borre de aap
- juni: Borre gaat vissen
- juli: Borre wast af

## Groep 3
Dit zijn boekjes die de kinderen zelf kunnen lezen en zich richten op het aanvankelijk leesproces.
- augustus: Borre gaat vliegeren
- september: Borre en Radijs
- oktober: Borre bouwt een boomhut
- november: Borre krijgt muziekles
- december: Borre doet boodschappen
- januari: Borre gaat op wintersport
- februari: Borre en het lek
- maart: Borre en de papegaai
- april: Borre bakt pizza's
- mei: Borre de journalist
- juni: Borre neemt de trein
- juli: Borre en de soepballen

## Groep 4
Vanaf groep 4 zijn de boeken op een niveau dat aansluit op het leerjaar waarin ze worden aangeboden.
- augustus: Borre heeft een baard
- september: Borre moet heel nodig
- oktober: Borre en de buurheks
- november: Borre bijt de juf
- december: Borre en het breisel
- januari: Borre en de Sop en Mop 3000
- februari: Borre bla bla bla
- maart: Borre en de springstok
- april: Borre heeft de hik
- mei: Borre knikkert
- juni: Borre en de algenzalf
- juli: Borre en de Kerkhof Kids

## Groep 5
- augustus: Borre en de bende van neut
- september: Borre en het goud van Moendaloen
- oktober: Borre en de woonboot op drift
- november: Borre en het bedrog van Boetiek Spoetniek
- december: Borre en de zwerver met duizend miljoen
- januari: Borre en het zwembad van de ijscoman
- februari: Borre en de kipnappers
- maart: Borre en Heerschap X
- april: Borre en Dreundeun
- mei: Borre en de graancirkelaar
- juni: Borre en de vermiste wisselbeker
- juli: Borre en Dim Sumo

## Groep 6
- augustus: Borre en het spook van SS de Boterham
- september: Borre en Radio Reken Maar Van Jazz
- oktober: Borre en Borre en Borre en Borre en...
- november: Borre en de erfenis van Von Bomber
- december: Borre en de verknipte haarrover
- januari: Borre en het vlindernetwerk
- februari: Borre en leugendetector Jok Jok
- maart: Borre en de snackbarbaren
- april: Borre en het grote goudvissen
- mei: Borre en de baardapen
- juni: Borren en Valkman
- juli: Borre en Maffe Fia

## Groep 7
- augustus: Borre en de diepvriesmens
- september: Borre en de zoals-het-was-toen-het-nieuw-wasmachines
- oktober: Borre en de dwarrelkaas
- november: Borre en Kino Kaligari
- december: Borre en Ernst Serious
- januari: Borre en de zegel van vermist
- februari: Borre en de snaren van Katje Darm
- maart: Borre en de opstand op Camping Zandland
- april: Borre en de gouden meteoor
- mei: Borre en het leger van Armando
- juni: Borre en de Ambrozijntjes
- juli: Borre en de atoomdroom

## Groep 8
- augustus: Borre en Miss Kikkervis
- september: Borre en Moddermania
- oktober: Borre en de spelfout van Deetee
- november: Borre en het bittertje van Bladdergal
- december: Borre en Frau Gründlich
- januari: Borre en het verleden van V.R. Oeger
- februari: Borre en de vervalser van Van Streek
- maart: Borre en de revolutietheorie
- april: Borre en Brummel
- mei: Borre en de Zardozianen, fase 1
- juni: Borre en de Zardozianen, fase 2
- juli: Borre en de Zardozianen, fase 3

## Overig
Andere uitgaven van Borre, die geen deel uit maken van de Borre Leesclub (voorheen De Gestreepte Boekjes)
- Borre Verhalenbundel
- Sinterklaas zat te denken wat hij Borre zou schenken
- Borre en de sokken van oma